# Asjmjany
Asjmjany (Wit-Russisch: Ашмя́ны; Łacinka: Ašmiany; Russisch: Ошмя́ны; Litouws: Ašmena; Pools: Oszmiana; Jiddisch: אָשמענע, Oshmene) is een Wit-Russische stad in het Oblast Grodno. De stad is de hoofdstad van het district Asjmjany.
De stad is gelegen in de Hoogvlakte van Asjmjany in het grensgebied van de Baltische landrug en de Wit-Russische Rug; deze hoogvlakte is naar de stad genoemd. Asjmanjany ligt aan de rivier Asjmjanka, ook wel bekend als "Aschemynne", zo genoemd door de Duitse Orde. De stad ligt ongeveer 55 kilometer ten zuidoosten van de Litouwse hoofdstad Vilnius en zo'n 135 kilometer ten noordwesten van de Wit-Russische hoofdstad Minsk.
Asjmjany maakte tijdens de Tweede Poolse Republiek deel uit van het Woiwodschap Wilno en in Polen-Litouwen van het Woiwodschap Vilnius. De stad telde in 2007 14.269 inwoners. In 1432 vond tijdens de Litouwse burgeroorlogen de Slag om Ašmena nabij de stad plaats.